# Золотой гусь (премия)
Премия «Золотой гусь» — награда Соединенных Штатов, учрежденная в 2012 году, присуждаемая ученым, чьи фундаментальные исследования финансируемые из федерального бюджета США привели к инновациям или изобретениям, оказывающим значительное влияние на человечество или общество. Премия пользуется широкой поддержкой в Американском Конгрессе и спонсируется рядом известных организаций и законодателей.

## История создания
История создания этой премии связана с влиятельным и ныне покойным сенатором Уильямом Проксмайром (1915—2005) и с его знаменитой иронической премией премией «Золотое руно». Альтернативный перевод этого английского выражения — «Премия Золотого Надувательства». Проксмайер был противником расточительных государственных расходов в Конгрессе США и создал свою премию, чтобы критиковать правительственные проекты, которые, по его мнению, транжирили государственные деньги.
Таким образом, премия «Золотой гусь» была учреждена в противовес наградам Проксмайра, чтобы подчеркнуть значимость фундаментальных исследований, которые могут показаться бесполезными, но на самом деле имеют большое значение.
Награда присуждается ежегодно. Среди лауреатов много очень известных ученых, включая обладателей Нобелевской премии.